# Abul Tayyib Samuel ben Asher al-Jabali
Samuel ben Asher ben Manṣur (hébreu : שמואל בן אשר בן מנצור arabe : Abu 'l Ṭayyib al-Jabali) est un Sage et controversiste karaïte (mouvement juif scripturaliste, adversaire du judaïsme rabbinique traditionnel) du Xe siècle.
Son nom, al-Jabali, indique qu'il vient de la province of Jabal, près de Hamadan, en Iran. Selon Al-Hiti, il aurait été le contemporain d'Abu al-Faraj Harun, le grammairien karaïte le plus illustre, auteur du Mushtamil, mais cette information est inexacte, parce qu'Abu al-Faraj a écrit ce livre en 1026, tandis qu'Al-Jabali est cité par un auteur plus ancien, Sahl ben Matsliah. 
Al-Jabali est l'auteur d'un traité polémique contre Saadia Gaon, champion du judaïsme rabbinique. Selon Aron Dotan, c'est à lui, et non au massorète tibérien Aaron ben Asher, qu'est adressé le Ala Essa Mishali de Saadia, qui a été considéré par de nombreux historiens dont Heinrich Graetz comme une forte présomption en faveur de l'appartenance d'Aaron ben Asher au karaïsme.
Al-Jabali aurait également disputé avec un certain Menahem, directeur d'une école, après avoir lu une lettre écrite par un fils de ce Menahem à un certain Abu Thabit (qui est inconnu en dehors de cette mention). Si Menahem est la même personne que l'érudit qui a adressé des questions à Saadia en arabe, Al-Jabali n'a pu être actif avant 950-960.
Al-Jabali ne doit pas être confondu avec l'auteur karaïte Samuel ibn Manṣur, qui appartient vraisemblablement au XIVe siècle.